# Iwi
Na sociedade da Nova Zelândia, iwi são as maiores unidades sociais na cultura maori. A palavra iwi significa "povos" ou "nações", e é muitas vezes traduzida como "tribo", ou confederação de tribos.
A maioria dos maoris em tempos pré-europeus se organizavam primariamente em grupos relativamente pequenos, tais como hapu ("sub-tribo") e whanau ("família").